# BMW CS Concept
La BMW CS Concept è una concept car presentata al Salone di Shanghai nel 2007 dalla casa automobilistica tedesca BMW.

## Storia e descrizione
Inizialmente nel 2007 quando è stata presentata, la vettura doveva prefigurare e anticipare una nuova berlina coupé a 4 porte che andasse a fare concorrenza alle Aston Martin Rapide e Porsche Panamera, riprendendo il nome della serie 8. Proprio nel 2007 la BMW aveva affermato che la CS Concept sarebbe stata prodotto in serie, annunciando nel 2008 che sarebbe stata messa in produzione con il nome di BMW Gran Turismo. La vettura nei piani aziendali della BMW doveva essere prodotta in serie, ma a causa della crisi economica del 2008 è rimasta allo stadio prototipale e ne è stata annullata la produzione.
Basata sulla piattaforma della Serie 7 E65, la CS Concept presenta alcuni elementi di design che sono stati in seguito adottati sulle successive BMW stradali. La parte anteriore presenta la griglia a doppio rene BMW che è più grande di quella presente nei precedenti modelli BMW ed è integrata con il paraurti. I fanali anteriori contengono una sorta di "sopracciglio" sulla parte superiore. Nella parte posteriore i terminali di scarico sono di forma rettangolare venendo inglobati nel paraurti. La CS a livello tecnico si caratterizza per il propulsore, che è una versione modificata del motore BMW S85 V10 a cui sono stati aggiunti altri due cilindri per formare un V12, ottenendo una cilindrata maggiorata a 6,0 litri.
A livello estetico, la CS Concept è una berlina fastback che presenta alcune innovazioni e peculiarità, tra cui le maniglie delle portiere carenate che fuoriescono dalla loro sede solo quando degli apposti sensori rilevano un movimento della mano. Inoltre la carrozzeria, che è in plastica, presenta una particolare finitura che la fa assomigliare all'alluminio opaco satinato. Il nome CS va a riprendere la sigla già utilizzata in passato sulle BMW 3200 CS, 3.0 CS e 635 CSi.
La vettura è stata votata, insieme alla 500, come Car Design of the Year 2007.
Alcuni di questi elementi di design sono stati ripresi sulla Serie 7 F01 del 2009, sulla Serie 5 Gran Turismo del 2010, sulla Serie 5 F10 del 2011 e sulla famiglia della BMW Serie 6 (F12/13) Coupé/Convertibile e Gran Coupé (una coupé a quattro porte) del 2012.